# Generale (Italia)
Generale è il massimo grado gerarchico raggiungibile dai militari nelle forze armate italiane. L'abbreviazione utilizzata nei documenti è gen. o amm., è equivalente al codice NATO OF-10.
Il grado di generale o ammiraglio, senza altra specificazione, è stato introdotto nel 1997 al fine di investirne coloro che assumevano l'incarico di capo di stato maggiore della difesa, incarico che può essere assunto solo da coloro che provengono dai ranghi dell'Esercito Italiano, della Marina Militare e dell'Aeronautica Militare.
Per effetto della legge n. 25 del 18 febbraio 1997 di ristrutturazione dei vertici delle forze armate, il capo di stato maggiore della difesa è posto in posizione sovraordinata rispetto ai singoli capi di stato maggiore delle forze armate, e alle dirette dipendenze del ministro della difesa, quale responsabile dell'organizzazione militare ed in particolare della pianificazione, della predisposizione e dell'impiego delle forze armate nel loro complesso. Tale legge ha conferito al capo di stato maggiore della difesa il ruolo di guida dello strumento militare nel suo insieme, nella duplice veste di capo di stato maggiore in quanto tale e di comandante in capo.

## Storia
Il grado è istituito presso l'Esercito e presso l'Aeronautica, mentre il grado corrispondente per la Marina Militare è quello di ammiraglio. Nell'Arma dei Carabinieri, elevata nel 2000 al rango di forza armata, il massimo livello dal 2004 è quello di comandante generale (con il grado di generale di corpo d'armata), ma questi non può ricoprire il ruolo di capo di stato maggiore della difesa. Lo stesso per la Guardia di Finanza dove, dal 2010, il comandante generale è tratto dai generali di corpo d'armata del corpo.

### Gli ufficiali generali
Gli ufficiali generali portano le stellette e la "greca" di colore bianco argento. Tra gli ufficiali generali dell'Esercito esiste una gerarchia suddivisa in cinque gradi. Per le forze armate terrestri, il distintivo del grado è la greca, di colore bianco argento, più un diverso numero di stelle, di colore argento, che aumentano proporzionalmente all'aumentare del grado:
- una stella: generale di brigata (o brigadier generale per i corpi tecnico-logistici)
- due stelle: generale di divisione (o maggior generale per i corpi tecnico-logistici)
- tre stelle: generale di corpo d'armata (o tenente generale per i corpi tecnico-logistici)
- quattro stelle (di cui una bordata di rosso): generale di corpo d'armata con incarichi speciali (riservato al capo di stato maggiore di una forza armata o ad altri particolari incarichi; grado non previsto per i corpi tecnico-logistici)
- quattro stelle: generale (grado non previsto per i corpi tecnico-logistici)

Fino al 1947 era previsto nel Regio Esercito e inizialmente nell'Esercito Italiano il grado di generale d'armata. Il grado di generale in comando d'armata era stato istituito nel 1915; nel corso della prima guerra mondiale per distinguere meglio gli incarichi di comando, gli ufficiali generali passarono da tre gradi gerarchici a otto, con la massima suddivisione nel 1918, quando il grado di colonnello in comando di brigata venne trasformato in brigadier generale e inserito nella categoria degli ufficiali generali e istituiti i gradi di maggior generale in comando di divisione, tenente generale in comando d'armata e tenente generale capo di stato maggiore del Regio Esercito. Gli ufficiali generali, ritornati a tre livelli dopo la prima guerra mondiale, all'avvento della seconda guerra mondiale erano sei, tra cui quelli di generale d'armata e di generale designato d'armata, che, soppressi nel 1943, vennero definitivamente aboliti, dopo la proclamazione della Repubblica, dall'Esercito Italiano nel 1947.
Esistono generali il cui distintivo ha una stella bordata di rosso. Si tratta di un ufficiale che, pur avendo un grado inferiore, ha un incarico corrispondente al grado superiore. I casi più importanti sono quelli del capo di stato maggiore dell'Esercito, del comandante generale dell'Arma dei Carabinieri e del comandante generale della Guardia di Finanza.

#### Generale a quattro stelle
Nel 1997 venne istituito, per il solo capo di stato maggiore della difesa, il grado a quattro stelle di generale. 
Inoltre i gradi vennero ridenominati da generale di brigata, generale di divisione e generale di corpo d'armata, in brigadier generale, maggior generale e tenente generale.
Dal 16 dicembre 2004 per effetto della legge 2 dicembre 2004, n. 299 le denominazioni per gli ufficiali generali provenienti dalle "Armi" sono tornate le classiche "generale di brigata, generale di divisione e generale di corpo d'armata" mentre le denominazioni di brigadier generale, maggior generale e tenente generale sono rimaste in vigore per gli ufficiali generali provenienti dai corpi logistici.

#### Gradi soppressi
- Generale d'armata
- Generale d'esercito
- Maresciallo d'Italia
- Luogotenente generale

### Nella Marina
Nella Marina Militare, nel distintivo di grado degli ufficiali generali le stelle sono sostituite da altrettante barre orizzontali, dette binari, con l'ultima che forma un giro di bitta. Le definizioni dei vari gradi sono leggermente differenti:
- greca con una giro di bitta: contrammiraglio
- greca con uno spaghetto e un giro di bitta: ammiraglio di divisione o ammiraglio ispettore
- greca con due spaghetti e un giro di bitta: ammiraglio di squadra o ammiraglio ispettore capo
- greca con tre spaghetti e un giro di bitta bordato di rosso: ammiraglio di squadra con incarichi speciali
- greca con tre spaghetti e un giro di bitta: ammiraglio

Nella Regia Marina esisteva il grado di ammiraglio d'armata, previsto dalla legge nº 1178 dell'8 luglio 1926, mai abrogata, e riconosciuto da un decreto presidenziale del 1986 (D.P.R. n. 545 del 18 luglio 1986), ma tale grado non viene più utilizzato dalla fine della seconda guerra mondiale e dall'istituzione della Repubblica Italiana. Il distintivo di grado per paramano di questo grado era costituito, nella Regia Marina, da un giro di bitta, due binari e una greca, coincidente all'attuale distintivo di ammiraglio di squadra della Marina Militare.

### Nell'Aeronautica
Nell'Aeronautica Militare, nel distintivo di grado degli ufficiali generali le stelle sono sostituite da altrettante barre orizzontali, dette binari, con l'ultima che forma una losanga. Le definizioni dei vari gradi sono leggermente differenti:
- greca con una losanga: generale di brigata aerea
- greca con un binario e una losanga: generale di divisione aerea
- greca con due binari e una losanga: generale di squadra aerea
- greca con tre binari e una losanga bordata di rosso: generale di squadra aerea con incarichi speciali
- greca con tre binari e una losanga: generale

Fino al 1943 era previsto il grado di generale d'armata aerea.
La stella aggiuntiva con bordo rosso che rappresenta l'incarico speciale in Aviazione e in Marina viene sostituita dal binario bordato di rosso.

### Con incarichi speciali
Una stelletta d'argento aggiuntiva bordata di rosso indica l'assunzione di un incarico speciale o l'assunzione di un incarico di comando/staff del grado superiore. Una stelletta d'argento bordata d'oro indica invece le promozioni a titolo onorifico.
I capi di stato maggiore di forza armata e altri ufficiali generali indossavano una quarta stella funzionale (o equivalente), con bordo rosso. Rappresenta l'incarico speciale del generale di corpo d'armata. Gli ufficiali generali che adottano tali distintivi ricoprono gli incarichi di:
- Generale di corpo d'armata con incarichi speciali
- capo di stato maggiore dell'Esercito italiano
- capo di stato maggiore della Marina Militare
- capo di stato maggiore dell'Aeronautica Militare
- comandante generale dell'Arma dei carabinieri
- comandante generale della Guardia di finanza
- segretario generale del Ministero della difesa o direttore nazionale degli armamenti
- Comandante del Mediterraneo centrale
- Comandante navale del Sud Europa

Gli incarichi di comandante del Mediterraneo centrale e di comandante navale del Sud Europa sono stati conferiti fino al 1999, anno in cui i comandi della NATO hanno subito un processi di ristrutturazione. Dal 1971 al 1999 l'incarico di comandante del Mediterraneo centrale veniva affidato all'ammiraglio comandante in capo della squadra navale, mentre quello di comandante navale del Sud Europa veniva affidato all'ammiraglio posto al comando del dipartimento militare marittimo del "Basso Tirreno"
La stella aggiuntiva con bordo rosso che rappresenta l'incarico speciale dell'ufficiale generale viene anche assegnata anche agli ufficiali generali inferiori al grado di generale di corpo d'armata che ricopre incarichi superiori. Gli ufficiali generali che adottano tali distintivi ricoprono gli incarichi di:
- direttore di ufficio centrale del bilancio e degli affari finanziari (sigla telegrafica: BILANDIFE) (qualora maggiore generale o grado equivalente);
- direttore generale della sanità militare della difesa (qualora maggiore generale o grado equivalente)
- direttore generale di commissariato e dei servizi generali della difesa (qualora maggiore generale o grado equivalente)
- capi dei corpi e delle armi delle forze armate italiane (qualora maggiore generale o grado equivalente)
- comandante generale delle capitanerie di porto (qualora ammiraglio ispettore)[5]
- direttore SISMI e del SISDE. (qualora brigadier generale/maggiore generale o grado equivalente)[5]

## Gradi

Distintivo per il grado di generale dell'Esercito Italiano.
Distintivo per il grado di ammiraglio, omologo di generale, della Marina Militare.
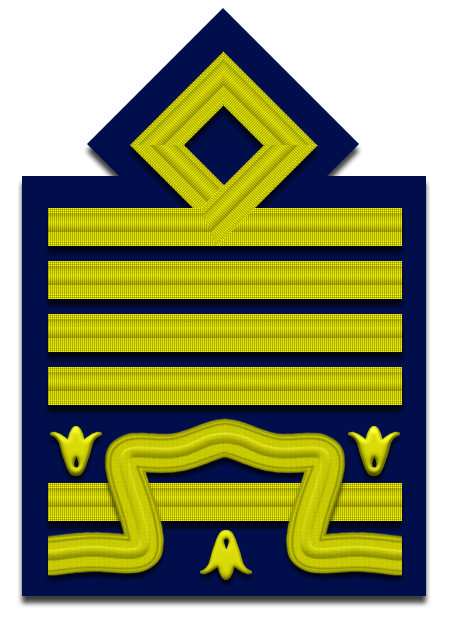
Distintivo per il grado di generale dell'Aeronautica Militare.